# Чинукский жаргон
Чину́кский жаргон (chinuk wawa, wawa, chinook lelang, lelang) — торговый пиджин, существовавший на северо-западном побережье Тихого океана от Орегона до Аляски. Начинает распространяться в 19 в. от нижнего течения реки Колумбия. Основан на чинукском языке, однако имел значительно упрощённую грамматику и словарный состав (всего несколько сотен слов) по сравнению с данным языком, впитал в себя слова индейских языков самого различного происхождения, в частности, из салишских языков. Кроме того, после контакта с европейцами в него вошла значительная доля английских и французских слов. В свою очередь, многие слова из чинукского жаргона в 19 и 20 вв. проникли в местные языки, так что сейчас воспринимаются носителями как родные, и даже попали в местную топонимику.
Наиболее известным произведением на чинукском жаргоне является речь вождя дувомишей и суквомишей Сиэтла, который убеждал соплеменников поддерживать хорошие отношения с белыми поселенцами. Речь была переведена на английский язык и получила известность в американской массовой культуре, хотя и со значительными искажениями.
Жаргон был распространён до начала Второй мировой войны, после окончания которой сохранялся до 1970-х годов в Сиэтле среди престарелых членов элитного «Арктического клуба» (Arctic Club).
По оценкам Н. Джонса, в период максимального распространения на чинукском жаргоне говорили до 100 тысяч человек.
Сильно креолизованная форма чинукского жаргона (Chinuk Wawa или Tsinuk wawa) всё ещё используется как основной язык некоторыми жителями штата Орегон (особенно в резервации Гранд-Ронд (Confederated Tribes of the Grand Ronde Community of Oregon)), подобно тому, как «язык метисов» мичиф ещё используется в Канаде.

## Фонология
Как и у всякого пиджина, состав фонем и их реализация отличаются у людей с разным происхождением. Целый ряд фонем, которые присутствуют в речи индейских носителей пиджина (например, гортанный взрыв), традиционно отсутствует или совпадает с другими фонемами в речи неиндейцев.

## Морфология и синтаксис
Чинукский жаргон — предельно аналитический язык. Подавляющее большинство его слов неизменяемы (исключением являются личные местоимения, совпадающие с притяжательными: они изменяются по лицу и числу). Словообразование происходит путём образования сложных слов.